# 青山公士
青山 公士（あおやま こうじ）は、日本のゲームクリエイター。

## 概要
東京工業大学卒業。
ゲームメーカーハドソンを経て、1999年にスクウェアに入社。ハドソン在籍中は「青山光」の名でクレジットされており、PCエンジン用ソフト『スーパー桃太郎電鉄II』、スーパーファミコン用ソフト『新桃太郎伝説』『スーパーボンバーマン3』『天外魔境ZERO』などのプログラムを担当していた。
プログラマー全体の責任者のディレクター。自らはプログラムを書かずに、リーダーとしてプログラマーを適材適所に配置したり、スケジュールを管理したりする。
『ドラゴンクエストX』では、サーバーの担当者やネットワークを準備する人などと調整をするという仕事を行う。
2024年末にスクウェア・エニックスを退職したことを自身のX（旧Twitter）アカウントから報告をして、学生の頃に思い描いていた「起業」に挑戦してみようと思い「株式会社ロジック推し」を設立した。
中学2年生よりプログラミングを始める。好きだからやっていた。
影響を受けたゲームは『ドラゴンクエストIII そして伝説へ…』。当時のゲームは反射神経が良くなければクリアできなかったのだが、このゲームは誰でもクリアできたことがインパクトが大きかった。
ゲームとは仕事であり生活の一部。ゲームはプレイするよりも作る方が楽しいと思っている。
尊敬する人は堀井雄二、さくまあきら、広井王子。

## 著書
- 『ドラゴンクエストXを支える技術──大規模オンラインRPGの舞台裏』 技術評論社 2018年11月14日発売 ISBN 978-4297101749

## 受賞
- CEDEC AWARDS 2020 - エンジニアリング部門 優秀賞[1]